# Södertälje Kings
Södertälje Kings är basketklubben Södertälje BBK:s representationslag på herrsidan.
Under namnet Södertälje Kings har laget nått SM-final nio gånger (1996, 2002 och 2005, 2013, 2014, 2015, 2016, 2017 samt 2019) och därtill fyra gånger då laget hette Södertälje BBK; man kan räkna in sammanlagt tolv SM-guld.

## Laguppställning 2015/16
| Nr | Namn                    | Nat.     | Position | Född | Längd | Moderklubb              |
| -- | ----------------------- | -------- | -------- | ---- | ----- | ----------------------- |
| 6  | Erik Johansson          | Sverige  | Guard    | 1996 | 193   | Södertälje BBK          |
| 7  | Dino Pita               | Sverige  | Guard    | 1988 | 192   | Södertälje BBK          |
| 8  | Davis Lejasmeiers       |          | Guard    | 1991 | 190   |                         |
| 9  | Toni Bizaca             | Kroatien | Forward  | 1982 | 202   | KK Trogir, Kroatien     |
| 10 | Samuel Berkelund        | Sverige  | Forward  | 1997 | 203   | Södertälje BBK          |
| 11 | Adam Ramstedt           | Sverige  | Forward  | 1995 | 208   | Södertälje BBK          |
| 12 | Skyler Bowlin           | USA      | Guard    | 1989 | 192   |                         |
| 13 | Mike Joseph             | Sverige  | Guard    | 1991 | 184   | Södertälje BBK          |
| 14 | Nicholas Spires         | Sverige  | Center   | 1994 | 210   | Södertälje BBK          |
| 15 | Filip Kovacek           | Sverige  | Guard    | 1995 | 182   | Södertälje BBK          |
| 17 | Henrik Sjölin           | Sverige  | Guard    | 1997 | 183   | Södertälje BBK          |
| 21 | Aaron Anderson          | USA      | Center   | 1991 | 201   |                         |
| 35 | Christopher Czerapowicz | Sverige  | Forward  | 1991 | 199   | Kvarnby Basketbollklubb |

Coach: Vedran Bosnic
Assisterande coach: Ludwig Degernäs

## Tidigare landslagsspelare i Kings
| Peter Nyström      |
| Joon-Olof Karlsson |
| Peter Andersson    |
| Göran Carlsson     |
| Bill Magarity      |
| Peter Borg         |
| Per Stümer         |
| Torbjörn Olsson    |
| Gunnar Öberg       |
| Göran Eriksson     |
| Magnus Tegel       |
| Peter Mellström    |
| Jens Tillman       |
| Patrik Setzman     |
| Joakim Blom        |
| Reda Bentebra      |
| Sinisa Prtic       |
| Olle Håkanson      |
| Olof Landgren      |
| Ervin Musanovic    |
| Anders Rönndahl    |
| Jens Johnsson      |
| Mattias Göransson  |
| Ibrahim Diarra     |
| Johan Åkesson      |
| Johan Jeansson     |

## Amerikaner
Södertäljes lag har haft ett stort antal amerikanska spelare sedan 1970-talet.